# 立山山麓家族旅行村
立山山麓家族旅行村（たてやまさんろくかぞくりょこうむら）は、富山県富山市（旧・大山町）にある公園・キャンプ場（家族旅行村）である。標高600mの立山山麓に位置している。

## 概要
富山県が総事業費約10億円をかけて1978年度から建設され、1981年7月7日に開園した。日本国内の家族旅行村は大分県宇佐市の家族旅行村「安心院」に次いで2番目の竣工である。当初は一部のみ開園であったが、1983年7月に完成している。1991年8月23日には、バンガローが2棟完成した。
面積は30ha（うち芝生広場は27,000m2）の園内にはキャンプに対応可能なテントサイト、オートキャンプ場や野外ステージ（1991年8月26日完成）、ファイヤーサークル、炊事棟の他、コテージ（4人用15棟、8人用5棟、計20棟）、ファミリー広場、バーベキュー広場、森林浴の森、パークゴルフ場（18ホール、1991年7月23日に完成、7月24日に完成式、7月25日に利用開始）、ディスクゴルフ場、アスレチックなどがある。
1983年10月3日には、当地で第7回全国育樹祭が開催された。